# Miguel de la Espriella
Miguel de la Espriella (Sucre, Colombia, 14 de noviembre de 1947-Bogotá, 15 de enero de 2025) fue un pintor y escultor colombiano.

## Obra
Su obra se ha desarrollado en óleo sobre tela y en esculturas en bronce. Su trabajo hace referencia a los recuerdos de su infancia en la costa colombiana y puede relacionarse con el realismo mágico. De su obra han hecho referencia personalidades importantes de la literatura colombiana como el escritor Gabriel García Márquez, Rafael Escalona (compositor), Francico Gil Tovar (historiador de arte) y Eduardo Marceles Daconte (escritor, curador de artes visuales e investigador cultural).

## Premios
En 2005, Miguel Francisco de la Espriella Vergara recibió, en el salón elíptico del Senado de la República de Colombia, el premio de cultura de los periodistas colombianos, por sus veinte años de labores artísticas y culturales. En el 2008 representó a Colombia en la sección Cultural de los Juegos Olímpicos en Beijing, China.

## Esculturas
Las esculturas en bronce de "Noble" retratan sobre todo los acontecimientos culturales habituales que pasan en Colombia, particularmente aquellos relativos a la tierra y la vida que son propios de esta región del planeta. Sus esculturas reproducen acontecimientos como el coleo o las corralejas - actividades tradicionales de los nativos de la costa donde creció el artista.
Noble firmaba sus obras con un logo tipo caricatura.